# Sten Abraham Piper
Sten Abraham Piper, född den 19 september 1739 på Gräntsö (vid Västervik), död den 12 juni 1813 i Stockholm, var en svensk hovman. Han var sonson till viceguvernören Henrik Piper och son till landshövding Gustaf Abraham Piper.

## Biografi
Piper blev student vid Uppsala universitet 1752 och tjänstgjorde 1754–1774 i Kansliet, där han 1763 befordrades till protonotarie. Piper har låtit tala om sig huvudsakligen på grund av den iögonenfallande välvilja, varmed han behandlades av änkedrottning Lovisa Ulrika. Han blev 1773 kammarherre och handsekreterare samt 1774 tjänstgörande hovmarskalk hos nyssnämnda drottning. Han inkallades 1773 i hennes Vitterhetsakademi och blev 1786 hedersledamot av Vitterhets- historie- och antikvitetsakademien, i vars handlingar några av Piper till svenska översatta stycken ur Tacitus finns intagna. År 1801 blev han kommendör av Nordstjärneorden. Det ännu bevarade originalkonceptet till Lovisa Ulrikas bekanta journal är egenhändigt inskrivet av Piper, tydligen efter änkedrottningens diktamen.

### Familj
Piper gifte sig 30 januari 1777 på Fredrikshov med statsfrun Catharina Vilhelmina Ehrensvärd, dotter till generalmajoren Carl Ehrensvärd och friherrinnan Margareta Gyllengranat. De fick tillsammans barnen överhovmästarinnan Lovisa Sofia Piper (1777–1849) som var gift med överstekammarherren, greve Fabian Reinhold von Fersen, hovfröken Antoinetta Vilhelmina Charlotta Piper (1779–1819) som var gift med översten, friherre David Stierncrona, hovfröken Maria Henrietta Augusta Piper (1781–1809) som var gift med friherren Erik Reinhold Adelswärd, majoren Gustaf Carl Piper (1782–1820) i Västmanlands regemente, kaptenen Sten Vilhelm Piper (1784–1815) och hovfröken Adelaide Piper (1786–1866).